# Acrochordonichthys falcifer
Acrochordonichthys falcifer is een straalvinnige vissensoort uit de familie van de meervallen (Akysidae). De wetenschappelijke naam van de soort is voor het eerst geldig gepubliceerd in 2001 door Ng & Ng.